# Ostroh
Ostroh (en ucraniano Остро́г) es una ciudad de Ucrania, perteneciente al raión de Rivne de la óblast de Rivne. Está situada a orillas del río Horyn, 37 kilómetros al sudeste de Rivne. La ciudad se encuentra a 7 kilómetros de la central nuclear de Jmelnitski.
En 2021 la ciudad tenía una población de 15 195 habitantes. Desde 2019 es sede de un municipio que incluye 55 pueblos como pedanías. Antes de la reforma de 2020, la ciudad formaba por sí sola una ciudad de importancia regional y era el centro administrativo del vecino raión de Ostroh sin formar parte del mismo.

## Historia
La ciudad de Ostroh es mencionada por primera vez en el año 1100, en el Códice de Hipacio, como una fortaleza de los príncipes de Volinia. Después del siglo XIV fue la sede de la poderosa familia Ostrogski, que desarrollo la ciudad como un centro comercial y de estudios. Con el fin de la familia, en el siglo XVII Ostroh paso a manos del príncipe Lubomirski. En el siglo XVI, se imprimen los primeros libros en lenguas eslavas orientales, particularmente la Biblia de Ostroh. Ostroh tuvo en otros tiempos una importante comunidad judía. Obtuvo el estatuto de ciudad en 1795
Los monumentos principales de Ostroh son el Castillo de la Colina roja, la iglesia de la Epifanía (construida en el siglo XV) y varias torres. Al noroeste del castillo se elevan dos torres del siglo XVI. En los suburbios de Mejiritchi (o Miedzyrzec) se encuentra la abadía de la Trinidad, con una catedral del siglo XV y otras estructuras antiguas
La Academia de Ostroh, fundada en 1576, fue el primer establecimiento de enseñanza superior de Ucrania.

## Población
| 1989   | 2001   | 2005   |
| ------ | ------ | ------ |
| 12.984 | 14.801 | 15.109 |